# Anax panybeus
Anax panybeus – gatunek ważki z rodziny żagnicowatych (Aeshnidae).